# Ray Kelly
Ray Kelly est un joueur australien de tennis.

## Carrière
Titré en simple garçon en 1976 et 1977 (janvier) à l'Open d'Australie.